# 加藤圭太
加藤 圭太（かとう けいた、1983年10月9日 - ）は、日本のラグビー選手。現在ジャパンラグビーリーグワン静岡ブルーレヴズの育成担当を務めている。

## プロフィール
- 山梨県都留市出身。
- ポジションはフッカー(HO)。
- 身長 175 cm、体重 96 kg
- ニックネームはカトゥ～。

## 略歴
中学校からラグビーを始めた。
2002年、山梨桂高校卒業後、筑波大学に入る。
2006年、筑波大学卒業後、ヤマハ発動機ジュビロに加入。同年9月30日に行われたジャパンラグビートップリーグ第4節の日本IBMビッグブルー戦に途中出場で公式戦初出場を果たす。
2010年、ヤマハ発動機ジュビロのFWリーダーに就任。
2011年、ヤマハ発動機ジュビロの副将に就任。
2015年12月　トップリーグ通算100試合出場達成。
2018年、ヤマハ発動機ジュビロを退団した。
2021年、静岡ブルーレヴズの育成担当に就任。